# 1-Tridecanol
1-Tridecanol ist eine chemische Verbindung aus der Gruppe der Alkohole (genauer der Fettalkohole). Sie liegt in Form eines farblosen, brennbaren Feststoffs vor. Natürlich kommt 1-Tridecanol u. a. in Moschus- und Wald-Erdbeeren vor.

## Verwendung
1-Tridecanol wird als Schmiermittel und zur Herstellung von Tensiden und Weichmachern verwendet.

## Sicherheitshinweise
1-Tridecanol ist brennbar, hat einen Flammpunkt von 120 °C und eine Zündtemperatur von 260 °C.